# Anabarhynchus annulatus
Anabarhynchus annulatus är en tvåvingeart som beskrevs av Lyneborg 2001. Anabarhynchus annulatus ingår i släktet Anabarhynchus och familjen stilettflugor. Inga underarter finns listade i Catalogue of Life.